# James Augustus Grant
‎
James Augustus Grant, škotski častnik in raziskovalec, * 11. april 1827, Nairn, Škotska, † 11. februar 1892, Nairn.
Grantov oče je bil župnijski zastopnik v Nairnu. Grant se je šolal na klasični gimnaziji in Marischalovem kolegiju v Aberdeenu.
Leta 1846 se je pridružil indijski vojski. Udeležil se je Sikhovske vojne (1848-1849) in Indijskega upora leta 1857. Pri osvobajanju mesta Lucknow je bil ranjen.
Leta 1858 se je vrnil v Anglijo in se leta 1860 pridružil Spekejevi znameniti odpravi, ki je rešila uganko Nilovih izvirov. Tudi Speke je prej 10 let služil v indijski vojski. Odprava je odšla iz Zanzibarja oktobra 1860 in prispela v Gondokoro, kjer so popotniki februarja 1863 spet prišli v stik s civilizacijo. Speke je bil vodja, Grant pa je neodvisno opravil več raziskav in zbral dragoceno botanično zbirko. Vseskozi je bil zvest svojemu tovarišu.
Leta 1864 je kot dodatek Spekejevemu dnevniku njunega potovanja izdal knjigo Potovanje prek Afrike (A Walk across Africa), kjer se je še posebej osredotočil na »običajno življenje in delo, navade in čutenja domorodcev« in gospodarski vrednosti prečkanih dežel. Istega leta je od Kraljevega geografskega društva prejel pokroviteljsko nagrado, leta 1866 pa so ga zaradi zaslug pri odpravi sprejeli za člana Bathovega društva.
Grant je leta 1868 sodeloval pri odpravi v Abesinijo kot član obveščevalne službe. Za to je prejel Abesinsko medaljo. S činom podpolkovnika se je upokojil.
Leta 1865 se je poročil in se nastanil v Nairnu, kjer je umrl. Pomagal je pri izdajah dnevnikov različnih znanstvenih društev. Najpomemnejši je njegov prispevek k delu »Botanika Spekejeve in Grantove odprave« (»Botany of the Speke and Grant Expedition«) v xxix. izdaji Transactions of the Linnaean Society.
Po njem se imenuje vrsta gazele, Grantova gazela.
Besedilo je prirejeno iz Enciklopedije Britannice 1911.